# Recital (album, Hana Hegerová)
Recital (1971) je třetí album Hany Hegerové. Obsahuje 10 písní.

## Písně
1. Já se vrátím (Charles Aznavour / Jacques Plante, Pavel Kopta)
2. Hostinec U dvou srdcí (Irena Hodková / Jana Štroblová)
3. Potají (Jan Hrábek / Ondřej Suchý)
4. Barbara Song (Kurt Weill / Berthold Brecht, Emil František Burian)
5. Zánovní růže (Grant Clarke a James Hanley / Grant Clarke a James Hanley, Jiří Suchý)
6. Dobrú noc, Dikta Devla, Odoj Tejle (lidové, upravil Milan Dvořák)
7. Búvaj, že mi búvaj (slovenská lidová, upravil Jan Klusák)
8. A Medl (židovská lidová (jidiš), upravil Milan Dvořák)
9. To ta Heľpa, L'ivrogne (slovenská lidová, upravil Milan Dvořák + Francis Rauber a Gerard Jouannest / Jacques Brel)
10. Lipicáni (Václav Dobiáš ml. / Vladimír Kučera)

## Nahráli
- Hana Hegerová – zpěv
- Velký studiový orchestr, řídí Milan Dvořák a Harry Macourek

## Reedice
Album vyšlo v reedici v roce 2006 u Supraphonu.